# Microhyla erythropoda
Microhyla erythropoda é uma espécie de anfíbio da família Microhylidae.
É endémica do Vietname.
Os seus habitats naturais são: pântanos, marismas de água doce e marismas intermitentes de água doce.